# Cyrtodactylus novaeguineae
Cyrtodactylus novaeguineae là một loài thằn lằn trong họ Gekkonidae. Loài này được Schlegel mô tả khoa học đầu tiên năm 1837.